# Carissa Mooreová
Carissa Kainani Mooreová (* 27. srpna 1992 Honolulu) je americká profesionální surfařka.
Surfovat začala na rodné Havaji jako pětiletá pod vedením svého otce. V roce 2008 se stala nejmladší vítězkou Triple Crown of Surfing. Vystudovala Punahou School a získala jedenáct amatérských titulů National Scholastic Surfing Association. Od roku 2010 se účastní seriálu World Surf League, byla vyhlášena nováčkem roku a v letech 2011, 2013, 2015 a 2019 se stala celkovou vítězkou. V roce 2011 se jako první žena v historii zúčastnila na divokou kartu mužského závodu v Haleiwa. V roce 2013 byla zařazena mezi osobnosti roku časopisu Glamour a v roce 2014 se stala členkou Surfers' Hall of Fame.
Získala americkou nominaci na Letní olympijské hry 2020 v Tokiu, kde byl surfing poprvé součástí olympijského programu. Oznámila, že kvůli přípravě na olympiádu vynechá ročník World Surf League. Na LOH 2020, které se kvůli pandemii covidu-19 uskutečnily roku 2021, vyhrála závod surfařek.